# Марковичи (Луцкий район)
Марковичи (укр. Марковичі) — село в Гороховской городской общине Луцкого района Волынской области Украины.
До 2020 года входило в Гороховский район.
Код КОАТУУ — 0720887403. Население по переписи 2001 года составляет 391 человек. Почтовый индекс — 45500. Телефонный код — 3379. Занимает площадь 9,9 км².